# Bower Heath
Bower Heath – wieś w Anglii, w hrabstwie Hertfordshire. Leży 19 km na zachód od miasta Hertford i 39 km na północ od centrum Londynu.